# FC Dingolfing
Der Fußballclub Dingolfing e. V. ist ein Fußballverein aus der niederbayerischen Stadt Dingolfing.

## Geschichte
Der Verein wurde nach dem Ersten Weltkrieg am 30. November 1918 unter dem Namen SpVgg Dingolfing gegründet. Die Umbenennung in FC Dingolfing wurde im März 1919 aus unbekannten Gründen vollzogen. Zunächst wurde eine Wiese unterhalb der Isarbrücke als Spielfeld genutzt. Im Herbst 1919 wurde eine Wiese der Landwirtschaft Lex bis Frühjahr 1920 angemietet, ehe 1920 schließlich von der Stadt das Grundstück an der Hackermühle zur Verfügung gestellt wurde. In unmittelbarer Nähe vollzog sich der Bau des Freibades. Über 30 Jahre spielte der FC Dingolfing auf dem Platz an der Hackermühle.
Nach dem Zweiten Weltkrieg fusionierte der Verein auf Bestreben der Besatzungsmächte mit dem TV Dingolfing zum SV Dingolfing, die Fusion wurde aber bereits 1948 wieder gelöst, als die Militärregierung das Vereinswesen freigab. Ab 1950 begannen beide Vereine gemeinsam mit dem Bau des Isar-Wald-Stadions, der nach vier Jahren fertiggestellt war.
Sportlich sind die Dingolfinger lange Jahre meistens nicht über die Kreis- und Bezirksebene hinausgekommen. Die höchste Spielklasse war abgesehen von einer Saison in der Bayernliga 1947/48 die Landesliga, der sie insgesamt 20 Jahre lang angehörten, zum ersten Mal ab 1963. Seit 2024 ist der Verein erneut in der heute sechstklassigen Landesliga vertreten.
2007 baute der FCD sein Vereinsheim am Stadion.

## Erfolge
- Niederbayerischer Pokalsieger: 1945, 1950, 1963[9]

## Bekannte Spieler und Trainer
- Oliver Hein spielte bis 2007 beim FC Dingolfing in der Jugend, ehe er in die U-19 des SSV Jahn Regensburg wechselte. Für die Profis der Oberpfälzer lief er in bisher 46 Spielen in der 2. Bundesliga auf (Stand: 27. Mai 2020).
- Sebastian Nachreiner spielte von 1999 bis 2010 beim FC Dingolfing, zunächst in der Jugend und dann unter Wolfgang Beller (später Co-Trainer in der Bundesliga) und Thomas Schneider in der Landesliga, bevor er zum Jahn wechselte, bei dem er bisher 92 Spiele in der 2. Bundesliga machte (Stand: 27. Mai 2020).
- Vitus Nagorny, fünf Bundesligaspiele für den VfL Wolfsburg, spielte in der Jugend des FC Dingolfing und begann 2010 als Jugendtrainer in Dingolfing seine Trainerkarriere.
- Thomas Schneider, 141 Bundesligaspiele (sieben Tore) für den VfB Stuttgart und Hannover 96, begann 2009 in der U-19 des FC Dingolfing seine Trainerkarriere. Anschließend trainierte er anderthalb Jahre die erste Mannschaft in der Landesliga, bevor er 2010 in die Jugend des VfB wechselte. In der Saison 2013/14 war er ein halbes Jahr lang Cheftrainer der Stuttgarter in der Bundesliga, von 2014 bis 2018 war er Co-Trainer der deutschen Nationalmannschaft.